# Moulin Blues
Moulin Blues Ospel is een jaarlijks blues- en rootsfestival dat gehouden wordt in Ospel in de Nederlandse provincie Limburg. Het festival is opgericht in 1986 . Oorspronkelijk bestond het festival uit één dag met één podium, sinds 1995 bestaat het uit twee dagen met twee podia. Moulin Blues vindt traditiegetrouw plaats in het eerste weekend van mei.
Door de jaren heen hebben vele nationale en internationale artiesten opgetreden, waaronder B.B. King, Buddy Guy, The Red Devils, John Mayall en Joe Bonamassa.
Op zaterdag 2 mei 1998 gaf Lester Butler (voorheen frontman van The Red Devils) met zijn band '13' zijn laatste optreden tijdens het Moulin Blues festival in Ospel. Na thuiskomst in Los Angeles overleed hij op 9 mei op 38-jarige leeftijd aan een overdosis cocaïne. Twee vrienden die betrokken waren bij zijn overdosis werden later veroordeeld voor doodslag. In 2008, tien jaar na zijn overlijden, bracht de Stichting Rhythm & Blues Ospel de DVD 'LESTER BUTLER FEATURING ’13’ – Live at Moulin Blues 1998' uit met de videobeelden van Butler's laatste concert.

## Stichting Rhythm & Blues Ospel
Het Moulin Blues festival in Ospel, wordt ieder jaar, op vrijwillige basis georganiseerd door de Stichting Rhythm & Blues Ospel. De stichting kreeg in 2022 de ANBI-status (Algemeen nut beogende instelling). Hiermee kreeg de stichting een publieke bevestiging voor het dienen van een algemeen belang. Samen met de hulp van ruim vijfhonderd vrijwilligers uit de nabije omgeving, wordt Moulin Blues jaarlijks mogelijk gemaakt. Stichting Rhythm & Blues Ospel opereert volledig onafhankelijk, zonder directe betrokkenheid van commerciële evenementenorganisaties. 

## Optredens

### 1986
Duke Robillard & The Pleasure Kings, Guitar Crusher & The Midnight Rocker, Big Town Playboys, Favor Blues Band, The Zoots, Dusty Broom Blues Band, Monaco Blues Band

### 1987
Maxine Howard R&B Explosion, Roland & The Blues-workshop, Jimmy Witherspoon & His Friends, I’ve Got The Bullets, The Blues Baztardz, The Blues Company, The Slime Hunters

### 1988
Lonnie Brooks Blues Band, Louisiana Red & Band, Albert Collins & The Icebreakers, Flavium, The Sultans, Otis Grand & The Dance Kings, Small-Town Blues Band

### 1989
Big Twist & The Mellow Fellows, Grand Slam, James Harman Band, Muskee, The Crew, The Tail Gators

### 1990
Anson Funderburgh & The Rockets with Sam Myers, Hans Theessink & Jon Sass, Joanna Connor, Lonnie Mack, Magic Frankie & The Blues Diseare, Shake Down featuring Walter Nita, The Bluesband, The Doug MacLeod Band,

### 1991
Walter Trout Band, Lil’ Ed & The Blues Imperials, Kenny Neal, Katie Webster, Jimmy Rogers Band, Studebaker John & The Hawks, Paul Lamb & The King Snakes, Hideaway & Steve Samuels, Stiena en de Stoeptegels

### 1992
Canned Heat, Robert Ward & The Antones Band, Dave Hole, Blue Blot & Calvin Owensa, Melvin Taylor & The Slack Band, Guitar Jake & The Antones Band, Lou Ann Barton & The Antones Band, Uncle Ben Perry Jon Morris, The Belvederes, Paddy’s Heavy Circus

### 1993
Red Devils, Bobby Mack & The Nighttrain, Screamin’ Jay Hawkins, R.J. Mischo Bluesband, Michael Katon, Jay Owens, Johnny Pinetree, Long John Baldry, Sanseveria’s

### 1994
Larry MC Cray, Marva Wright & The BMW’s, Todd Sharpville & The Bluesbarons, Luther Allison Band, Elvin Bishop, Little Smokey Smothers, Have Mercy, Ten Foot Pole, The Paladins

### 1995
Kim Wilson Band, John Mayall & The Bluesbreakers, Walter Trout Band, Duke Robillard Band, Anson Funderburgh & The Rockets with Sam Myers, The Holmes Brothers, Jan James, Coco Montoya, Preston Shannon Band, Johnny Dyer Band / Rick ‘L.A. Holmes’ Holmstrom, Oscar Benton Blues Band, The Big Town Playboys, Hans Theessink, Diamond Jim Green, De Drekskaters, M.D.P. Band

### 1996
The Fabulous Thunderbirds, Smokey Wilson, Luther ‘Guitar Junior’ Johnson, Rod Piazza & The Mighty Flyers, Roomful Of Blues, The Monster Mike Welch Band, Buckwheat Zydeco, The Soul Drivers, The Butler Twins Bluesband, Keb’ Mo’, Big Boy Henry & Lightnin’ Wells, Doug Sahm & The Last Real Texas Bluesband, Michael De Jong, Harmonica Fats & Bernie Pearl, Rufus Thomas Band, Willem Dyck Band

### 1997
Ronnie Earl Trio & Joe Beard, Memo Gonzalez & The Bluescasters, The Guy Forsyth Band, Byther Smith & The Nightriders, Rounder Europe’s Rolling Blues Revue, Sista Monica & Band, The Holy Moellers, Jim Suhler & Monkey Beat, Hook Herrera, Wailin’ Walker Band, Dr. John, Alvin Youngblood Hart, Corey Harris, Angela Brown, Willie B. & The Blue Sparrow, Paul Rishell & Annie Raines

### 1998
B.B. King & Band, Jimmie Vaughan & Tilt a Whirl, Lester Butler featuring 13, Mighty Sam McClain & Band, Super Trio featuring Matt Guitar Murphy, Joe Louis Walker & Billy Branch, James Harman Band, Johnny Hoy & The Bluefish, Vidar Busk & His True Believers, Steve Riley & the Mamou Playboys, The Fat James Band, T‑Model Ford, Balham Alligators, Double Brown, A.J. Croce & Band, Preacher Boy, Cajun Company, Texan Tail

### 1999
Delbert McClinton, Terry Evans & Band, Southside Johnny, Rory Block, The Hoax, Cigar Store Indians, Grand Union featuring Otis Grand & Anson Funderburgh, Shemekia Copeland, Susan Tedeschi, Big Joe & The Dynaflows, David Gogo, The Gourds, El Fish, Barrelhouse, Paul ‘Wine’ Jones, Big Bill Morganfield, Nappy Brown & Walkin’ Cane Mark, The Asylum Street Spankers, Little Willie Littlefield, Steady Rollin’ Bob Margolin, Hank Shizzoe & Loose Gravel, Daisy-Belle & Sheryl Cormier, Barachois, Li’l Brian & The Zydeco Travelers

### 2000
Jools Holland’s 8 Piece Rhythm & Blues Orchestra featuring Sam Brown, Guy Davis, Duke Robillard Band, The Paladins, The Blazers, Last Call, Kathi McDonald & Brian Auger, Cigar Store Indians, Big Foot Chester, Calvin Jackson & Mississippi Bound, Mike & The Mellotones, The Bottle Rockets, Hot Club Of Cowtown, Chris Thomas King, Big George Jackson Band, The Nightporters, J.W. Roy & The One Night Band, The Bo Weavil Blues Band, The Nightlosers, Zydecomotion, Acadia

### 2001
Bill Wyman & The Rhythm Kings, Magic Slim & The Teardrops, Guy Forsyth, Popa Chubby, Lester Butler Memorial Band, Slobberbone, Eric Bibb Trio, Lee McBee & The Passions, Hillbilly Voodoo Dolls, Mike Morgan & The Crawl, Julian Sas, The Motel Kings, Michael Roach, Bocephus King, Swamp, Amor, Ben Andrews, Chris Smither, Hans Theessink, Tee, Blue Angels, Starfish Bowl

### 2002
Doo The Doo, Todd Sharpville & Mick Taylor, Michael Burks, The Nighthawks featuring Jimmy Thackery, Juke Joints, Imperial Crowns, Nick Curran, The Seatsniffers, Wolfe, Bernard Allison, Mighty Sam McClain, Drive By Truckers, Doug MacLeod, Otis Taylor, The Belmont Playboys, Harmony Two Tones, Kevin Montgomery and the Road Trippers featuring Al Perkins, Michael de Jong, Marvellous Pig Noise, Teddy Morgan & The Pistolas, Ivar, Lynwood Slim / Rusty Zinn / Johnny Dyer / Tee, Jasper Stone

### 2003
Taj Mahal, Shemekia Copeland, The Paladins featuring Charlie Musselwhite, The Malford Milligan Band, Jimmy Lafave, Bugs Henderson & The Shuffle Kings, Shawn Pittman, Guy Forsyth, Little Charlie & The Nightcats, Ad Vanderveen & The O’Neils, Slick 57, Cuban Heels, Starfish Bowl, The Yearlings, Sandusky, Dr. Rhythm, C.C. Adcock, Beaver Nelson featuring Scrappy Jud Newcomb, Disco HaRo

### 2004
Sean Costello, Dave Alvin & The Guilty Men, Omar & The Howlers, The Wildcards, The Asylum Street Spankers, Kenny Brown, The Strikes, Bjørn ‘Stringmachine’ Berge, Junior Watson Band, Los Straitjackets featuring Eddy ‘The Chief’ Clearwater, Imperial Crowns, Candye Kane, The Commitments, Chris Laterzo, Roel Spanjers & The Sunset Travellers, The Wild Specialties, Guy Davis, T‑99

### 2005
Walter Trout & The Radicals, The Fabulous Thunderbirds, James Harman feat. Kid Ramos, John Lee Hooker Jr., Joe Bonamassa, Th’ Legendary Shack*Shakers, The Radio Kings, Drive-By Truckers, Ian Siegal, BB & The Blues Shacks, The Hacienda Brothers, Melvin Taylor & The Slack Band, Phil Bee & The Buzztones

### 2006
Robert Cray Band, The Gourds, The Mannish Boys, Shawn Sahm & The Tex Mex Experience, Alvin Youngblood Hart, Matt Schofield Trio, Jimmy D. Lane, Susan Tedeschi, Bluescaravan: Aynsley Lister | Erja Lyytinen | Ian Parker, Johnny Mastro & The Mama’s Boys, Grayson Capps, JW Jones Blues Band, The Seatsniffers feat. Barrence Whitfield

### 2007
Bo Diddley & The Debby Hastings Band, Los Lobos, Bettye LaVette, Rod Piazza & The Mighty Flyers, Scott McKeon, James Harman & Gene Taylor, JJ Grey & MOFRO, Rob Tognoni, Danny Bryant’s RedEye Band, Chris Zalez, Cuban Heels, The Electrophonics

### 2008
The Hoax, Michael Katon, Tommy Castro Band, Koko Taylor & Her Blues Machine, Original Lester Butler Tribute Band, Ian Siegal Band, Delta Groove All-Star Blues Revue, The Hackensaw Boys, Dirty Sweet, Seth Walker, Ray Collins’ Hot Club, Little Louis Band, The Rhythm Junks

### 2009
Joe Bonamassa, Watermelon Slim Band, James Hunter, Dana Fuchs Band, Teresa James & The Rhythm Tramps, Chris Bergson Band, Peter Nande Band, Jason Ricci & New Blood, Cadillac Angels, Hokie Joint, The Shiner Twins, Rhythm Bombs, Roomful of Blues

### 2010
The Paladins, The New Mannish Boys, Eli ‘Paperboy’ Reed & The True Loves, Mike Zito, Rick Estrin & The Nightcats, Johnny Mastro & Mama’s Boys, Dirty Sweet, The Insomniacs, Eric Lindell, Imelda May, Woodbrain, Thorbjørn Risager, The Rhythm Chiefs, Thomas Ford & The Dirty Harmonys, The California Honeydrops, Daniel Norgren, Cedric Burnside & Lightnin’ Malcolm, Big Blind, Rootbag, FFF-Express, 21 Boek’t Blues

### 2011
Los Lonely Boys, Janiva Magness, The Fabulous Thunderbirds, Kenny Neal, Nick Moss & The Flip Tops, John Németh, Shawn Pittman & The Moeller Bros., The Dave Riley & Bob Corritore Juke Joint Blues Band, Mike Sanchez Band, The Kilborn Alley Blues Band, Ian Siegal & Big Pete, Dave Arcari, Homemade Jamz Blues Band, Hokie Joint, The Vibrotones, Tim Lothar Petersen & Peter Nande, Def Americans, Blackberry & Mr. Boo-Hoo

### 2012
Jimmie Vaughan & Tilt-A-Whirl ft. Lou Ann Barton, Jim Suhler & Monkey Beat, Mark Hummel’s Harmonica Blowout ft. Little Charlie & Lazy Lester, Moreland & Arbuckle, Trampled Under Foot, Vidar Busk & His Bubble of Trouble, Jon Amor Blues Group, RJ Mischo, Big Pete Blues Band, JD McPherson, Lightnin’ Guy plays Hound Dog Taylor, Israel Nash Gripka, Ben Prestage, Tiny Legs Tim, Cotton Belly’s, John F. Klaver Band, Texan Tail, Hot Buskers

### 2013
Walter Trout, Popa Chubby, Curtis Salgado, CJ Chenier & the Red Hot Louisiana Band, The Delta Saints, Andy T Band ft Nick Nixon and Anson Funderburgh, Carolyn Wonderland, Southern Hospitality, Nathan James & The Rhythm Scratchers, Monophonics, Nikki Hill, Philippe Ménard, The Reverend Peyton’s Big Damn Band, Doghouse Sam and his Magnatones, Larry & his Flask, Hoodoo Monks, Sugar Boy and the Sinners, Robbert Fossen & Peter Struijk, 

### 2014
Tedeschi Trucks Band, Jonny Lang, Kenny Wayne Shepherd, Sugar Ray & The Bluetones, Sugaray Rayford Band, Layla Zoe, Patrick Sweany Band, The Mighty Mojo Prophets, Honey Island Swamp Band, My Own Holiday, Pokey LaFarge, Maison du Malheur, Drippin’ Honey, Claude Hay, Little X Monkeys, John F Klaver Band, Boogie Beasts, The Baboons

### 2015
Mavis Staples, Matt Andersen & The Mellotones, Devon Allman Band, The 44’s feat. Kid Ramos, Selwyn Birchwood, Mr. Sipp, The Boom Band, Joanne Shaw Taylor, Kent Burnside feat JJ Holiday & Jimmie Wood, John The Conqueror, Ralph De Jongh, Lightnin’ Guy Verlinde & The Mighty Gators, Jon Knight & Soulstack, WB & The Mercenaries, Daddy Long Legs, The Hightones, Hat Fitz & Cara Robinson, Dry Riverbed Trio, T‑99

### 2016
Gov't Mule, Southside Johnny & the Asbury Jukes, The Record Company, DeWolff, Jason Ricci & the Bad Kind, Ian Siegal & Jimbo Mathus, Danielle Nicole, Joakim Tinderholt & his band, Jeff Jensen Band, Christone “Kingfish” Ingram, Steven Troch Band, Nico Duportal & his Rhythm Dudes, Birds of Chicago, Devin Cuddy Band, The Mighty Ya-Ya, Revel in Dimes, Mike’s Electric Mud, Rusty Apollo, Travellin’ Brothers, Dead Bronco, Diff

### 2017
Doyle Bramhall II, The Blues Harp Explosion!, Lurrie Bell, Davy Knowles, The Cash Box Kings, Thorbjørn Risager, The Santini-Jensen Project, Mr. Sipp, Kirk Fletcher Band, Blues Caravan 2017, Southern Avenue, Lance Canales & the Flood, Lil’ Jimmy Reed, Nick Schnebelen Band, Shakedown Tim & the Rhythm Revue, Fred Eaglesmith, Jake La Botz, Detonics, Woody Pines, Grunting Pigs, Big Creek Slim & Peter Nande

### 2018
Kim Wilson, Eric Gales, Nick Moss Band ft. Dennis Gruenling, Blues Caravan 2018, Monster Mike Welch and Mike Ledbetter, Ian Siegal Band, Corey Dennison, Robert Jon & the Wreck, Aaron Keylock, Bette Smith, Hollis Brown, Hamish Anderson, Jonn “Del Toro” Richardson, Kokomo Kings ft. Harmonica Sam, Doghouse Sam & his Magnatones, Paul Benjaman Band, Chris Blevins, Levi Parham, The Bluesbones, LaVendore Rogue, The Cornfeds, The Electrophonics, The Ragtime Rumours

### 2019
Eric Lindell, Mike Zito, Joe Louis Walker, Sue Foley, Studebaker John & The Hawks, The Blues Giants, The Proven Ones, The Reverend Shawn Amos, Zac Harmon, The Weight Band, Samantha Martin & Delta Sugar, Dave Herrero, Boogie Beasts, Phil Bee’s Freedom, Joakim Tinderholt & his Band, Greyhounds, Tami Neilson, Jeremiah Johnson, Big Joe Louis, The Hoochies, Billy T Band, Beaux Gris Gris, Black Cat Biscuit

### 2022
The James Hunter Six, Robert Jon & the Wreck, Cedric Burnside, Texas Blues Guitar Summit, Laurence Jones, Birdmens, Nikki Hill, GA-20, Jeremie Albino, Errol Linton, Ticket West, PM Warson, The Altered Five Blues Band, Lindsay Beaver & Brad Stivers, Bywater Call, The Kokomo Kings, Boogie Beasts, The Achievers, Trainman Blues, The Dynamite Blues Band, Gumbo Kings, Travellin’ Blue Kings, Lowland Brothers, Richville

### 2023
Blood Brothers, Rick Estrin & The Nightcats, Bob Corritore & Friends, Sugar Ray & The Bluetones, Pokey Lafarge, Handsome Jack, Johnny Rawls, Delta Generators, Elles Bailey, Blues Caravan 2023, Spencer Mackenzie, Guy Davis, Jesper Lindell, Greg Izor, The Bluesanovas, Cat Lee King and his Cocks, The Özdemirs, The Backyard Casanovas, Jenny Don’t and The Spurs, Chicago Capitols

### 2024
Robert Finley, Danielle Nicole, Monster Mike Welch, The Chris O’Leary Band, Amy Helm, D.K. Harrell, Bywater Call, The Wicked Lo-Down, The Cold Stares, McKinley James, The Commoners, The Cinelli Brothers, Sugarmill Slim, Jesse Redwing, Tomi Leino Trio, La Perra Blanco, Sister Suzie, Well Well Well, Little Steve & the Big Beat, Marlon Pichel, Dutch Tornados, The Juke Joints, Them Dirty Dimes, La Ratte, Little Hat